# Grande Prêmio da Bélgica de 1952
Resultados do Grande Prêmio da Bélgica de Fórmula 1 realizado em Spa-Francorchamps à 22 de junho de 1952. Terceira etapa da temporada, foi vencido pelo italiano Alberto Ascari e nele estreou o futuro campeão mundial, Mike Hawthorn.

## Classificação da prova
| Pos. | Nº | Piloto                        | Construtor            | Voltas | Tempo/Diferença | Grid | Pontos |
| ---- | -- | ----------------------------- | --------------------- | ------ | --------------- | ---- | ------ |
| 1    | 4  | Alberto Ascari                | Ferrari               | 36     | 3:03:46.3       | 1    | 9      |
| 2    | 2  | Giuseppe Farina               | Ferrari               | 36     | + 1:55.2        | 2    | 6      |
| 3    | 14 | Robert Manzon                 | Gordini               | 36     | + 4:28.4        | 4    | 4      |
| 4    | 8  | Mike Hawthorn                 | Cooper-Bristol        | 35     | + 1 volta       | 6    | 3      |
| 5    | 28 | Paul Frère                    | HWM-Alta              | 34     | + 2 voltas      | 8    | 2      |
| 6    | 10 | Alan Brown                    | Cooper-Bristol        | 34     | + 2 voltas      | 9    |        |
| 7    | 34 | Charles de Tornaco            | Ferrari               | 33     | + 3 voltas      | 13   |        |
| 8    | 18 | Johnny Claes                  | Gordini               | 33     | + 3 voltas      | 19   |        |
| 9    | 12 | Eric Brandon                  | Cooper-Bristol        | 33     | + 3 voltas      | 12   |        |
| 10   | 20 | Príncipe Bira                 | Simca-Gordini         | 32     | + 4 voltas      | 18   |        |
| 11   | 24 | Lance Macklin                 | HWM-Alta              | 32     | + 4 voltas      | 14   |        |
| 12   | 30 | Roger Laurent                 | HWM-Alta              | 32     | + 4 voltas      | 20   |        |
| 13   | 38 | Arthur Legat                  | Veritas               | 31     | + 5 voltas      | 21   |        |
| 14   | 44 | Robert O'Brien                | Simca-Gordini-Gordini | 30     | + 6 voltas      | 22   |        |
| 15   | 42 | Tony Gaze                     | HWM-Alta              | 30     | + 6 voltas      | 16   |        |
| Ret  | 40 | Robin Montgomerie-Charrington | Aston Butterworth     | 17     | Motor           | 15   |        |
| Ret  | 6  | Piero Taruffi                 | Ferrari               | 13     | Acidente        | 3    |        |
| Ret  | 16 | Jean Behra                    | Gordini               | 13     | Acidente        | 5    |        |
| Ret  | 36 | Ken Wharton                   | Frazer-Nash-Bristol   | 10     | Spun off        | 7    |        |
| Ret  | 22 | Louis Rosier                  | Ferrari               | 6      | Transmissão     | 17   |        |
| Ret  | 26 | Peter Collins                 | HWM-Alta              | 3      | Semieixo        | 11   |        |
| Ret  | 32 | Stirling Moss                 | ERA-Bristol           | 0      | Motor           | 10   |        |